# Sint Caeciliaklooster (Leiden)
Het Sint Caeciliaklooster was een klooster in de binnenstad van de Nederlandse stad Leiden. Het klooster is vernoemd naar de heilige Cecilia (Latijn: Caecilia). Het gebouw wordt nu gebruik door het Rijksmuseum Boerhaave.

## Geschiedenis
Dit vrouwenklooster is in 1414 gesticht in de stadswijk De Camp door de orde van Sint Augustinus. Het klooster was arm en de zusters voorzagen in hun onderhoud door weven en handwerken. In 1465 waren er 48 zusters. Het klooster lag achter de Onze Lieve Vrouwenkerk (de pastoor was tevens biechtvader van de zusters), bij het klooster van Sint Michiel, en werd na de Reformatie (de stad Leiden werd in 1572 officieel tot gereformeerde stad verklaard) toegewezen aan het Sint Catharinagasthuis.
In 1596 werd een grote loterij georganiseerd om op de plaats van het Caeciliaklooster de (nieuw)bouw van een nieuw pest- en dolhuis te financieren. Het ontwerp van het nieuwe pest- en dolhuis was gebaseerd op medisch advies dat de stadsmagistraat had ingewonnen bij professoren in de medicijnen van de recent opgerichte Leidse universiteit. Die medisch geïnspireerde architectuur moest niet alleen de verspreiding van ziekten door de lucht (miasma) of aanraking (contaminatie) tegenhouden, maar werd zelfs geacht om bij te dragen aan het genezingsproces. De reden dat pestlijders en dollen samen in één gebouw onder werden gebracht kan niet medisch verklaard worden, maar hangt waarschijnlijk samen met het feit dat voor de reformatie Cellenbroeders zich over beide groepen behoeftigen ontfermden.
De nieuwbouw werd echter nooit volledig gerealiseerd. Op de benedenverdieping van het voormalige klooster werd uiteindelijk een krankzinnigengesticht ingericht dat uit 21 cellen bestond en uit zes zalen voor ‘idioten’ of ‘slechte [= zwakzinnige] kinderen’. De bovenverdieping werd verbouwd tot ziekenhuis voor de verpleging van armlastige zieken. Later werd er naast het oude klooster een nieuwe ziekenzaal gebouwd met 56 bedden en een aantal proveniershuisjes voor bejaarden die zich in het gasthuis hadden ingekocht. De nieuwe instelling voor pestlijders en krankzinnigen wordt in de archiefstukken met betrekking tot de loterij als een ontlasting van het al bestaande Catherijnengasthuis gezien. In het gebouw zijn nog tal van bouwhistorische sporen terug te vinden die verwijzen naar het oorspronkelijke gebruik en zijn oude bewoners. In de achttiende eeuw bood het Caeciliagasthuis geen onderdak meer aan pestlijders, maar nog wel aan krankzinnigen. Daarnaast was er nu de 'gewone' gasthuisbevolking: zieken en proveniers.
Al in 1636 kreeg de hoogleraar Otto Heurnius (Otto van Horne, geb. 1577) toestemming van het stadsbestuur om in het Caeciliagasthuis onderwijs aan het ziekbed te geven. Hiervoor werden twaalf bedden gereserveerd. In die traditie werd hij onder meer opgevolgd door Herman Boerhaave die rond 1720 zo beroemd was, dat medische studenten vanuit heel Europa naar Leiden kwamen om zijn praktijklessen te volgen. Het Caeciliagasthuis was het eerste academische ziekenhuis van Leiden en als zodanig een voorloper van het huidige Leids Universitair Medisch Centrum (LUMC).
Het complex werd nog tot 1841 gebruikt als ziekenhuis. Daarna was het grootste deel vanaf 1852 in gebruik als werkhuis, dat ook wel de schrik der bedelaars werd genoemd. Om een beter imago te verwerven werd het in 1886 omgedoopt in Stedelijke Werkinrichting. In 1945 kwamen er nog maar twaalf mensen en werd er nog nauwelijks gewerkt. Vanaf 1947 werden in het complex 8 à 10 studenten gehuisvest. De oude kloosterkapel bleef nog in gebruik bij de gemeente als opslagruimte. De aangrenzende vleugel zou in gebruik zijn geweest als verzamelplaats van asociale gezinnen. De bij het gasthuis behorende provenierswoningen werden al die tijd conform hun bestemming gebruikt. Halverwege dit rijtje bevindt zich een rondboogpoortje in laatgotische vormen met gevelsteen "St.Caecilia Gasthuis" van eind 16e eeuw.
In de jaren tachtig van de 20e eeuw werd het complex aangekocht door de Rijksgebouwendienst en ingrijpend gerestaureerd en uitgebreid. Sinds 1991 is het in gebruik als museum. De zogenaamde Boerhaave-zalen, waar Boerhaave zijn praktijklessen gaf, zijn nu in gebruik voor tijdelijke tentoonstellingen.